# Салем, Абу
Абу Салем (англ. Abu Salem; род. в 1969 году, округ Азамгарх, Уттар-Прадеш) — индийский бандит и террорист, отбывающий пожизненное заключение. Абу Салем работал в D-Company на Давуда Ибрагима, перевозил оружие и занимался контрабандой. Затем поднялся по преступной иерархии, нанимал безработных молодых людей из округа Азамгарха для участия в вооружённых нападениях в Мумбаи.
Абу Салем печально известен тем, что терроризировал киноиндустрию Болливуда, вымогая деньги у кинопродюсеров и отнимая у них права на показ фильмов за рубежом. Считается, что Абу Салем угрожал продюсерам Болливуда Гулшану Кумару, Субхашу Гхаю, Радживу Раю и Ракешу Рошану. В 1997 году члены его бригады убили Гулшана Кумара, а также пытались убить Раджива Рая и Ракеша Рошана, но потерпели неудачу. Он также причастен к нескольким другим убийствам, вымогательствам и другим криминальным делам. В 2002 году был арестован в Португалии и экстрадирован в Индию. Он был арестован по обвинению в подделке документов, а позже продюсер Эмбер Шарма из Mowgli Productions раскрыл все поддельные паспортные данные Абу Салема в сериале «Жизнь мафии». В 2015 году Абу Салем был приговорен к пожизненному сроку заключения за подделку документов, организацию убийств и участие в террористическом акте.

## Ранние годы жизни
Абу Салем родился в 1969 году (по данным Центрального бюро расследований, хотя полиция Мумбаи считает, что в 1962 году, а в некоторых сообщениях говорится о 1968 году) в семье ниже среднего класса в деревне Сарай-Мир округа Азамгарх, Уттар-Прадеш. Он стал третьим из четырёх братьев, хотя в некоторых отчетах утверждается, что Абу был старшим из четырёх братьев. Его отец работал адвокатом, погиб в дорожно-транспортном происшествии. Абу Салем имел небольшую мастерскую и покинул деревню после окончания колледжа. Переехал в Дели, где работал водителем такси. В 1985 году приехал в Мумбаи и работал на доставке хлеба, а затем продавцом в магазине одежды. В 1987 году он стал брокером по недвижимости, а в 1988 году первый раз попал в поле зрения полиции, избив своего коллегу из-за денежного спора. Женился на Самире Джумани (позже развелся с ней), имеет двух сыновей. Абу Салем любит кино и по некоторым данным назвал своих сыновей в честь болливудских актеров. Его старший брат Абу Хатим, также известный как «Чунчун Миян», владеет магазином в своей родной деревне.

## Криминальная карьера
В 1980-е годы Абу Салем прибыл в Мумбаи, одно время работал на своего двоюродного брата Акхтара, у которого был магазин дешёвой электроники рядом с железнодорожной станцией Андхери. Акхтар сотрудничал с Сайедом Топи, лидером одной из бригад Давуда Ибрагима. Позже, Абу Салем основал туристическое агентство в сотрудничестве с бандитами D-Company. С 1989 по 1993 год Салем работал водителем в D-Company и доставлял оружие, наличность и товары различным членам банды в Мумбаи. Его умение доставлять товары в нужное время и место принесло ему прозвище «Абу Самаан». В 1992 году он продал оружие киноактеру Болливуда Санджаю Датту. В марте 1993 года принял участие в подготовке террористического акта в Бомбее (в результате серии взрывов погибли сотни человек). После теракта Абу Салем покинул страну и переехал в Дубай, открыв там бизнес-центр под названием Kings of Car Trading.
В середине 1990-х годов много бандитов из D-Company были убиты бандой Чхота Раджана или во время столкновений с полицейскими. Абу Салем успешно применял новую стратегию найма безработных мусульманских молодых людей из своего родного округа Азамгарх, которые приезжали в Мумбаи, атаковали того, кого прикажут и на следующий день возвращались домой. Этим молодым людям было достаточно совсем немного денег по сравнению с местными бандитами, а полиция Мумбаи также не могла отследить их, так как эти молодые люди не попадали ранее в их поле зрения. Вскоре Абу Салем получил поддержку Аниса Ибрагима (брата Давуда), и поднялся в иерархии банды. Из-за его умения договариваться, на Абу Салема была возложена ответственность за управление сделками Болливуда и финансирование фильмов. Он принимал участие в вымогательстве в Болливуде, направлял добытые преступным путем деньги в кинопроизводство, насильственно устраивая свидания за деньги со звездами и узурпируя права на показ фильмов за границей. Абу Салем сначала работал под руководством Чхоты Шакила, но позже стал самостоятельным и подчинялся на прямую Давуду. По некоторым данным, Абу Салем стал организатором убийства известного музыкального продюсера Гулшана Кумара 12 августа 1997 года без согласования с Давудом. Члены его бригады также стреляли в режиссёров Болливуда Раджива Рая и Ракеша Рошана, когда они отказались платить деньги за крышу. Затем Абу Салем сбежал из Дубая, опасаясь гнева Давуда Ибрагима. В 1998 году Абу Салем прекратил общение с Давудом Ибрагимом и покинул D-Company, по некоторым сведениям из-за того, что Давуд сделал ставку на Чхоту Шакила. В 2000 году Абу Салем планировал похитить владельца Milton Plastics за выкуп в 30 миллионов рупий. В январе 2001 года его люди застрелили Аджита Дивани, личного секретаря киноактрисы Маниши Коирала. В октябре 2001 года четверо членов его банды были убиты в Бандре, они планировали нападение на Аамира Хана, Ашутоша Говарикара и Джаму Сугханда. В июле 2002 года двое преступников из банды Салема открыли огонь по режиссёру Лоуренсу Д’соузе.

## Арест, экстрадиция и суд
Абу Салему предъявлялись обвинения по участию в организации террористической атаки в Бомбее в 1993 году, убийстве музыкального продюсера Гулшана Кумара в 1997 году, убийстве секретаря индийской актрисы Маниши Коирала, убийстве главы строительного бизнеса и более 50 других преступлений.
20 сентября 2002 года он был арестован Интерполом вместе с индийской актрисой Моникой Беди в Лиссабоне, Португалия. Его спутниковый телефон смогли отследить с использованием технологии GPS. По некоторым сведениям, Моника Беди состояла с ним в отношениях. В феврале 2004 года португальский суд разрешил его экстрадицию в Индию, чтобы он смог предстать перед судом по делу о взрывах в Бомбее в 1993 году. В ноябре 2005 года португальские власти передали его Индии под гарантию того, что в отношении Абу Салема не будет применена смертная казнь. Власти Португалии смогли установить личность Абу Салема по отпечаткам его пальцев, так как последняя его фотография была сделана в полицейском участке Мумбаи в 1991 году. Моника Беди была также экстрадирована португальцами в Индию, где в 2006 году была осуждена за подделку документов. 16 февраля 2015 года суд признал Абу Салема виновным в убийстве Прадипа Джайна, бизнесмена-строителя, который был застрелен 7 марта 1995 года. Абу Салем был приговорен к пожизненному заключению за убийство бизнесмена. Абу Салем, Мустафа Досса и ещё 4 человека были осуждены Специальным судом Центрального бюро расследований в Мумбаи 16 июня 2017 года по делу о взрывах в Бомбее в 1993 году. Абу Салем вновь был приговорен к пожизненному заключению, отбывать срок начал в тюрьме Артур-Роуд в Мумбаи. 7 июня 2018 года суд Дели признал Абу Салема виновным по делу о вымогательстве в 2002 году большой суммы денег с делийского бизнесмена Ашока Гупты и приговорил его к тюремному заключению сроком на семь лет. Суд установил, что 2 апреля 2002 года Гупта получил два телефонных звонка от Абу Салема с угрозами тяжелых последствий для него и его семьи, если не перечислит деньги.

## Музыкальный дебют
В августе 2013 года пенджабский певец Сухвиндер Сингх Маан объявил, что выпустит песню в своем следующем музыкальном альбоме, написанную Абу Салемом в тюрьме.

## Размер состояния
По некоторым сведениям, размер состояния Абу Салема равняется 55 млрд индийских рупий (около 0,67 миллиардов долларов США). Его имущество оценивается как минимум в 10 миллиардов рупий. Инвестиции Салема в Болливуд и операции в хавале оцениваются как минимум ещё в 30 миллиардов рупий. Центральное бюро расследований пришло к таким выводам, оценив денежные переводы Абу Салема за период с 2000 по 2001 год, но есть мнения, что это заниженная оценка.

## Личная жизнь
В 1991 году он женился на Самире Джумани, 17-летней студентке колледжа, от которой у него есть сын. Самира в настоящее время живёт в округе Гуиннет, штат Джорджия, США. После ареста Абу Салема в Португалии, Самира Джумани дала интервью в котором сказала, что Салем был жестоким нервным человеком и она была принуждена к вступлению с ним в брак.
В сентябре 2002 года Абу Салем и киноактриса Болливуду Моника Беди были арестованы и приговорены к тюремному заключению в Португалии за въезд в страну по поддельным документам. В 2006 году индийский суд признал Монику Беди виновной в приобретении паспорта с вымышленным именем. В ноябре 2010 года Верховный суд Индии оставил в силе приговор, но сократил срок тюремного заключения и Моника Беди вышла на свободу.